# Antonio Campbell
Antonio Campbell Jr. (Covington, Kentucky, 24 de diciembre de 1994) es un baloncestista estadounidense que pertenece a la plantilla del Al-Fateh de la Premier League de Baloncesto de Arabia Saudita. Con 2,06 metros de estatura, juega en la posición de ala-pívot.

## Trayectoria deportiva

### Universidad
Jugó cuatro temporadas en los Bobcats de la Universidad de Ohio, en las que promedió 11 puntos, 7 rebotes y 1 tapón por partido. En 2016 fue incluido en el mejor quinteto de la Mid-American Conference y elegido además Jugador del Año de la conferencia.

### Profesional
Tras no ser elegido en el Draft de la NBA de 2017, no fue hasta enero de 2018 cuando fue reclamado por los Lakeland Magic de la NBA G League para incorporarlo a su plantilla.
El 25 de agosto de 2021, firma por el BC Prometey de la Superliga de baloncesto de Ucrania.
En la temporada 2021-22, firma por el B.C. Astana para disputar la Liga Nacional de Baloncesto de Kazajistán y la VTB League.